# Best of 4Minute
Best of 4Minute è la prima compilation giapponese del gruppo musicale sudcoreano 4Minute, pubblicata nel 2012 dall'etichetta discografica Far Eastern Tribe Records.

## Il disco
La raccolta contiene tutti i singoli giapponesi e le versioni giapponesi di alcune canzoni in coreano. Esistono tre diverse edizioni: quella solo CD, quella CD con il DVD dei video musicali e quella CD e DVD contenente il loro concerto in Giappone. Nell'ottobre del 2010 fu pubblicato il CD singolo di "First" contenente anche un altro singolo, "Dreams Come True". A marzo 2011 prima di pubblicare l'album 4Minutes Left, fu pubblicato un altro singolo, chiamato "Why", che ottenne successo sia in Giappone che in Corea. A settembre 2011, dopo l'EP Bubble Pop! di HyunA, fu pubblicata la versione giapponese di "Heart to Heart". A dicembre, dopo la sotto-unità Trouble Maker (formato da HyunA e Hyunseung), fu pubblicato il quarto singolo "Ready Go", che fu usato come sigla per la serie Koko ga uwasa no El-Palacio e promosso in varie esibizioni live con i singoli precedenti. Ad agosto, per concludere la promozione dell'album, fu pubblicato l'ultimo singolo "Love Tension", promosso in vari show.

## Tracce
1. Hot Issue  (Japanese ver.) – 3:28 (testo: Shinsadong Tiger, Hey J, Rina Moon – musica: Shinsadong Tiger, Lee Chae-kyu)
2. Muzik  (Japanese ver.) – 3:44 (Lee Sang-ho, Shinsadong Tiger)
3. I My Me Mine (Japanese ver.) – 3:25 (testo: Michiko Motohashi – musica: Shinsadong Tiger)
4. Goodbye (グッバイ) – 4:14 (testo: Hidehiko Morino – musica: Hidehiko Morino, Takashi Fukuda)
5. First – 3:31 (testo: Shinsadong Tiger, Kanata Okajima – musica: Shinsadong Tiger)
6. Dreams Come True – 3:21 (testo: Kim Dong-hyon, Kanata Okajima – musica: Kim Dong-hyon)
7. Can't Make Up My Mind – 3:41 (testo: HOOKs – musica: Jeff Miyahara, Hiromi)
8. December – 3:58 (Nao)
9. Why – 3:09 (testo: Rhymer, MasterKey, Kanata Okajima – musica: Rhymer, MasterKey)
10. Heart to Heart (Japanese ver.) – 3:51 (testo: Shinsadong Tiger, Choi Kyu-sung, Rina Moon – musica: Shinsadong Tiger, Choi Kyu-sung)
11. Ready Go – 3:32 (testo: Jang Jun-ho, Gong Hyun-sik, Leessang, Seo Jae-woo, Kim Tae-ho, Rina Moon – musica: Jang Jun-ho, Gong Hyun-sik)
12. Sweet Suga Honey! (Japanese ver.) – 3:26 (testo: Jang Jun-ho, Rina Moon – musica: Jang Jun-ho, Gong Hyun-sik)
13. Love Tension – 3:46 (testo: Kim Do-hoon, Lee Sang-ho, Rina Moon – musica: Kim Do-hoon, Lee Sang-ho)
14. Volume Up (Japanese ver.) – 3:50 (testo: Shinsadong Tiger, Rado, Hue-U, Rina Moon – musica: Shinsadong Tiger, Rado)

Durata totale: 50:56

## Certificazioni
Giappone
(vendite: 6 110+)

## Formazione
- Ji-hyun – voce
- Ga-yoon – voce
- Ji-yoon – voce
- HyunA – rapper
- So-hyun – voce